# Miloš Glonek
Miloš Glonek est un joueur de football professionnel né le 26 septembre 1968 à Zlaté Moravce (Tchécoslovaquie, aujourd'hui Slovaquie).  
Il faisait 1,84 m pour 79 kg et jouait défenseur central.

## Biographie
Natif de Zlaté Moravce en Slovaquie, il commence le football dans le club local du Zlaté Moravce avant de rejoindre le Spartak Trnava alors qu’il n’a que 16 ans. Il débute en professionnel et remporte même son premier trophée à 18 ans, avec une Coupe de Tchécoslovaquie. Il se fait alors remarquer par le grand club slovaque du Slovan Bratislava, qui le recrute en 1986. À la fin des années 80, le Slovan est barré dans le hiérarchie tchécoslovaque par le Sparta Prague. Malgré tout, le club de Bratislava est vice-champion en 1991 puis champion de Tchécoslovaquie en 1992. 
Ses performances sont remarquées par Milan Máčala, sélectionneur de l'équipe de Tchécoslovaquie, et il le convoque en sélection en 1991. Il dispute 12 matchs sous les couleurs tchécoslovaques. À partir d'avril 1992, il dispute les éliminatoires pour la Coupe du monde 1994. Les tchécoslovaques sont devancés pour 2 points par la Roumanie et la Belgique. Le 17 novembre 1993, alors que l'équipe Tchécoslovaque doit gagner contre Belgique pour se qualifier, elle ne peut faire mieux qu'un match nul 0-0, qui qualifie les Belges. . 
Avec la chute de l’empire soviétique, les frontières s’ouvrent à partir de l’été 1992 et Milos rejoint le club italien d’Ancône en Série A. Sa première saison est difficile, il se blesse, ne dispute que la moitié de la saison et son club descend en Série B. Sa deuxième saison est bien meilleure : le club brille en Coupe d’Italie en arrivant en finale contre la Sampdoria (défaite 0-0 puis 1-6).
En 1994, il commence à jouer pour l'équipe nationale de Slovaquie. Malgré des joueurs de talent comme Alexander Vencel et Lubomir Moravcik, la sélection ne parvient pas à se qualifier pour l'Euro 1996 en terminant 3e de son groupe de qualifications à l'Euro derrière la France et la Roumanie.
Alors qu’il s'apprête à jouer sa 3e saison en Italie, il est recruté par le SM Caen en septembre 1994, dont le début de saison est catastrophique (5 défaites en 5 matchs). L'impressionnant recrutement du club normand (Kennet Andersson et Amara Simba notamment) déçoit et le club normand descend en fin de saison, terminant 19e de Division 1. Malgré la relégation, Milos reste en Normandie. Le recrutement est ingénieux, avec des joueurs revanchards comme l'international français Pascal Vahirua, Stéphane Moreau ou Raphaël Guerreiro, et Caen finit la saison 1995-96 champion de D2. Son association avec Stéphane Moreau est très bonne et est reconduite pour la saison 1996-97. Malheureusement, il se blesse au bout de 25 matchs et le club redescend à cause du passage de la Division 1 à 18 clubs.
Il retourne une saison au Slovan Bratislava, pour finir sa rééducation et retrouver du temps de jeu. En fin de saison 1997-1998, il retourne en Normandie. A Caen, il est associé en défense à Jean-Philippe Caillet, l'association est plutôt bonne mais le club échoue trois saisons d'affilée dans sa course à la montée en première division (5e en 1999, 6e en 2000, 17e en 2001). Le retour de Franck Dumas en 2001 le pousse à prendre sa retraite à 33 ans.
Dans le milieu des années 2000, il est agent de joueurs, représentant notamment ceux jouant pour son ancien club du Slovan Bratislava.
Il est aujourd'hui avocat à Bratislava.

## Statistiques
| Saison                | Club                  | Championnat           | Championnat | Championnat | Coupe(s) nationale(s) | Coupe(s) nationale(s) | Compétition(s) continentale(s) | Compétition(s) continentale(s) | Compétition(s) continentale(s) | Sélection | Sélection | Total | Total |
| Saison                | Club                  | Division              | M.          | B.          | M.                    | B.                    | Comp.                          | M.                             | B.                             | M.        | B.        | M.    | B.    |
| 1984-1985             | Spartak Trnava        | ?                     |             |             | -                     | -                     | -                              | -                              | -                              | -         | -         | 0     | 0     |
| 1985-1986             | Spartak Trnava        | ?                     |             |             | -                     | -                     | -                              | -                              | -                              | -         | -         | 0     | 0     |
| 1986-1987             | Slovan Bratislava     | D1                    |             |             | -                     | -                     | -                              | -                              | -                              | -         | -         | 0     | 0     |
| 1987-1988             | Slovan Bratislava     | D1                    |             |             | -                     | -                     | -                              | -                              | -                              | -         | -         | 0     | 0     |
| 1988-1989             | Slovan Bratislava     | D1                    |             |             | -                     | -                     | -                              | -                              | -                              | -         | -         | 0     | 0     |
| 1989-1990             | Slovan Bratislava     | D1                    | 22          | 1           | -                     | -                     | -                              | -                              | -                              | -         | -         | 22    | 1     |
| 1990-1991             | Slovan Bratislava     | D1                    | 29          | 2           | -                     | -                     | -                              | -                              | -                              | -         | -         | 29    | 2     |
| 1991-1992             | Slovan Bratislava     | D1                    | 29          | 0           | -                     | -                     | -                              | -                              | -                              | 2         | 0         | 31    | 0     |
| 1992-1993             | Slovan Bratislava     | D1                    | 12          | 1           | -                     | -                     | C1                             | 3                              | 0                              | 3         | 0         | 18    | 1     |
| 1992-1993             | Ancône Calcio         | A                     | 23          | 0           | -                     | -                     | -                              | -                              | -                              | 4         | 0         | 27    | 0     |
| 1993-1994             | Ancône Calcio         | B                     | 31          | 0           | 1                     | 0                     | -                              | -                              | -                              | 2         | 0         | 34    | 0     |
| 1994-1995             | SM Caen               | D1                    | 25          | 0           | 3                     | 0                     | -                              | -                              | -                              | 9         | 0         | 37    | 0     |
| 1995-1996             | SM Caen               | D2                    | 40          | 1           | 5                     | 0                     | -                              | -                              | -                              | 1         | 0         | 46    | 1     |
| 1996-1997             | SM Caen               | D1                    | 25          | 0           | 2                     | 0                     | -                              | -                              | -                              | -         | -         | 27    | 0     |
| 1997-1998             | Slovan Bratislava     | D1                    | 25          | 0           | -                     | -                     | C2                             | 1                              | 0                              | -         | -         | 26    | 0     |
| 1998-1999             | SM Caen               | D2                    | 32          | 1           | 2                     | 0                     | -                              | -                              | -                              | -         | -         | 34    | 1     |
| 1999-2000             | SM Caen               | D2                    | 33          | 1           | 1                     | 0                     | -                              | -                              | -                              | -         | -         | 34    | 1     |
| 2000-2001             | SM Caen               | D2                    | 28          | 0           | 3                     | 0                     | -                              | -                              | -                              | -         | -         | 31    | 0     |
| Total sur la carrière | Total sur la carrière | Total sur la carrière | 354         | 7           | 17                    | 0                     | -                              | 4                              | 0                              | 21        | 0         | 396   | 7     |

Sélections
- 1991-1993 : 13 sélections en équipe de Tchécoslovaquie
- 1994-1996 : 12 sélections en équipe de Slovaquie

## Palmarès
- Championnat de Tchécoslovaquie :
  - Champion en 1992 (SK Slovan Bratislava)
  - Vice-champion en 1991 (SK Slovan Bratislava)

- Coupe de Tchécoslovaquie :
  - Vainqueur en 1986 (Spartak Trnava).
  - Finaliste en 1989 (SK Slovan Bratislava)

- Coupe d'Italie :
  - Finaliste en 1994 (Ancône Calcio).

- Championnat de Division 2 :
  - Champion en 1996 (SM Caen).